# 于吉平
于吉平（1956年—），男，北京人（一作河北河间人），中国射击运动员，曾任第六届全国人大代表。